# Kasteel Warren

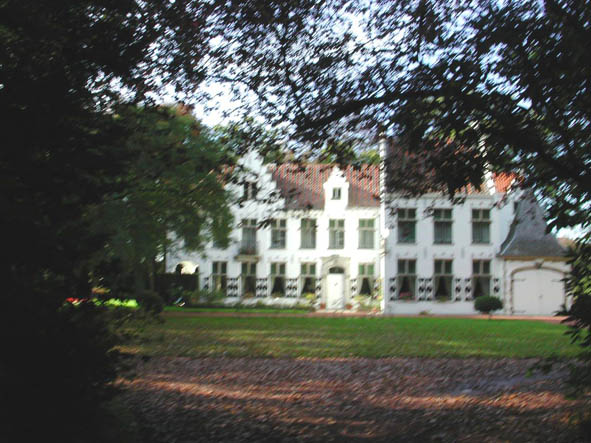

Kasteel Warren is een kasteel in Sint-Kruis, deelgemeente van de stad Brugge, gelegen aan de Polderstraat 64-66.

## Geschiedenis
Het goed werd eind 15e eeuw voor het eerst vermeld. Toen werd het verkocht aan de Brugse zakenman Oste de Lescluse en omvatte 23 ha, waarop een omwald opperhof en neerhof. Vermoedelijk was dit midden 16e eeuw al in verval. Begin 17e eeuw is er voornamelijk een grote boerderij aanwezig. In 1810 heet het: une maison de campagne, dit le chateau de Warren. Het kasteel wordt ook af en toe opgeknapt en in 1868 wordt gewag gemaakt van een Kasteel hebbende vestibule, twee kamers te suite, eetplaets en keucken; op staze zeven kamers; in goeden staet.
In 1920 werd het kasteel ingrijpend verbouwd. In 1952 werden nog de twee linkertraveeën van het hoofdgebouw gesloopt. Wat bleef was een groot gebouw met enkele trapgevels en een kern die teruggaat tot de 16e eeuw. Het domein werd in de loop der geschiedenis verkleind tot de huidige 1 ha.